# Elephantomyia krivosheinae
Elephantomyia krivosheinae là một loài ruồi trong họ Limoniidae. Chúng phân bố ở miền Cổ bắc.